# Formátování disku
Formátování disku je v informatice postup, při kterém je tato vnější paměť (tedy např. pevný disk, SSD disk, paměťová karta, či flash disk) inicializována tak, aby byla připravena k prvnímu použití. Formátování zapíše na disk metadata popisující prázdné médium ve tvaru zvoleného souborového systému. Proto obvykle nedojde k úplnému odstranění původně uložených dat, avšak je ztracena informace, jak tato původní data přečíst.

## Diskové oddíly
Pevný disk je pomocí speciální tabulky (MBR, GPT apod.) rozdělen na logické části – diskové oddíly. Každý oddíl obsahuje vlastní souborový systém (v některých případech však pevný disk oddíly obsahovat nemusí a pracuje se s ním pak jako s celkem).

## Souborový systém
K disku nepřistupuje uživatel ani počítačový program přímo, ale využívá služby operačního systému (systémová volání, knihovní funkce nebo jiné rozhraní, např. Windows API). Formátování zapíše na pevný disk (resp. na zvolený diskový oddíl) metadata, která popisují prázdný souborový systém (např. FAT, exFAT, či NTFS). Od této chvíle je operační systém do tohoto prostoru schopen zapisovat další data.
Na rozdíl od interních disků, které vyžadují naformátování, dodávají výrobci externí disky již naformátované a připravené k použití. Pokyny k formátování se pak mohou lišit podle provozovaného operačního systému. Novější externí disky bývají naformátovány souborovým systémem exFAT, což umožňuje použití na zařízeních Mac i na těch s operačním systémem Windows. Starší disky však bývaly formátovány specificky zvlášť pro každý operační systém.

## Dvě úrovně formátování
Formátování probíhá v několika krocích. Proto jsou rozlišovány dvě úrovně – vysoká a nízká úroveň.

### Vysokoúrovňové formátování
Vysokoúrovňové formátování (anglicky High Level Format) je proces, při kterém jsou na disk zapsány informace o rozdělení disku na oddíly a o souborových systémech (viz výše). Mluvíme-li o formátování (bez upřesnění), máme obvykle na mysli právě tuto činnost.

### Nízkoúrovňové formátování
Nízkoúrovňové formátování (anglicky Low Level Format, zkratka LLF) je základní formátování, které provádí výrobce pevného disku ihned po jeho fyzickém vytvoření. Nejprve jsou vytvořeny značky na začátku a konci stopy, následně jsou označeny začátky sektorů, je označen konec sektoru, jsou nahrána zkušební data a nakonec jsou všechna data na pevném disku zkontrolována testovacím programem. Starší BIOSy obvykle umožňovaly LLF provést, avšak jeho použití není vhodné, protože jsou smazána data a protože nově zapsané informace nejsou tak přesně umístěny, může být disk nevratně poškozen.

## Záchrana dat
Formátováním nejsou obvykle dotčena původní uložená data, takže vhodným obnovením metadat lze původní data opět zpřístupnit. Mnohdy však ne úplně a pouze za pomoci specializovaných nástrojů. Možnost obnovení původních dat je také závislá na tom, jestli byla po formátování na disk zapsána nová data, která mohou původní data přepsat (např. při manipulaci se soubory na disku, instalaci programů, či aktualizaci systému). Obecně platí, že čím delší doba uplyne, tím pravděpodobnější je, že byl soubor přepsán. Některé verze systému DOS nabízely při formátování možnost původní metadata uložit a obnovení původních dat tak zjednodušit.
Pro úspěšné smazání dat tedy formátování nestačí a je třeba data na disku přepsat (nejlépe vícekrát). Přitom na rozdíl od HDD disku se u SSD disku stará o zápis řadič diskové jednotky, což znamená, že v tomto případě je třeba použít příkazy integrované přímo do firmware disku.